# Chiến tranh Nga–Thổ Nhĩ Kỳ

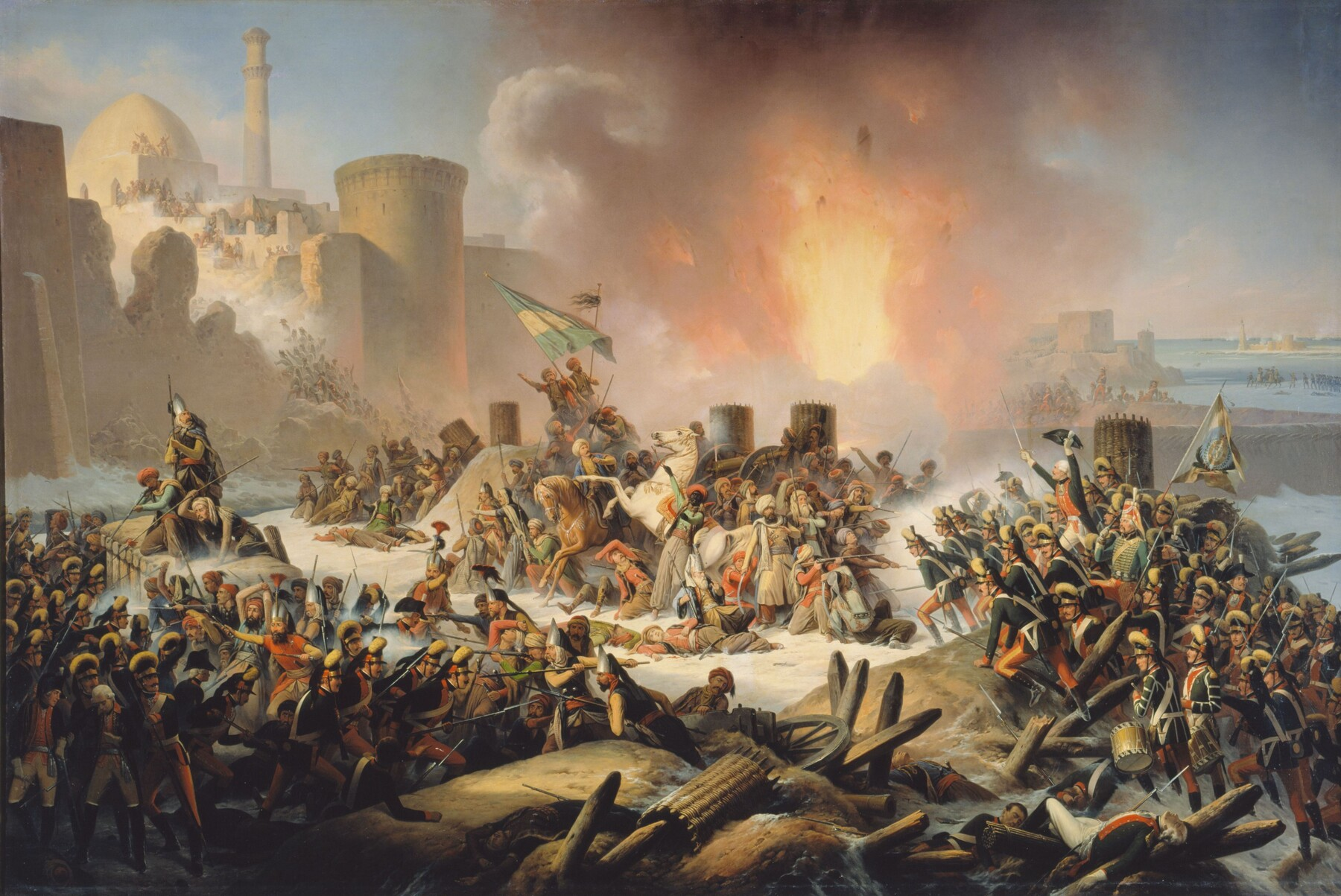
Quân Nga tấn công pháo đài Ochakov, quân Thổ Ottoman đại bại (1788).

Những cuộc chiến tranh Nga-Thổ Nhĩ Kỳ là một loạt những cuộc chiến tranh của nước Nga Sa hoàng (sau năm 1721 trở thành Đế quốc Nga) chống lại Đế quốc Ottoman của người Thổ Nhĩ Kỳ. Đây là những cuộc chiến tranh lâu dài nhất trong lịch sử châu Âu. Xem thêm: Lịch sử những cuộc chiến tranh Nga-Thổ Nhĩ Kỳ.
Chú thích màu:
      Phe Ottoman thắng
      Phe Nga thắng
      Kết quả khác (e.g. kí hòa ước với kết quả không thực sự rõ ràng, status quo ante bellum (tình trạng trước cuộc chiến), không rõ kết quả hoặc là bên thắng bại,...)
|    | Tên gọi                                                                                      | Kết quả |
| -- | -------------------------------------------------------------------------------------------- | --- |
| 1  | Chiến tranh Nga-Thổ Nhĩ Kỳ (1568–1570)                                                       | Sa quốc Nga chiến thắng |
| 2  | Chiến tranh Nga-Thổ Nhĩ Kỳ (1571–1572)                                                       | Đế quốc Ottoman chiến thắng trong vụ thiêu cháy Moskva (1571) Nước Nga Sa hoàng chiến thắng trong trận Molodi (1572) Người Nga giữ được nền độc lập và các thành quả của họ trong công cuộc chinh phục sông Volga |
| 3  | Chiến tranh Nga-Thổ Nhĩ Kỳ (1676–1681)                                                       | Tranh cãi Hoà ước Bakhchisarai |
| 4  | Chiến tranh Nga-Thổ Nhĩ Kỳ (1686–1700)                                                       | Sa quốc Nga chiến thắng |
| 5  | Chiến tranh Nga-Thổ Nhĩ Kỳ (1710–1711)                                                       | Đế quốc Ottoman chiến thắng |
| 6  | Chiến tranh Nga-Thổ Nhĩ Kỳ (1735–1739)                                                       | Hoà ước Niš (1739) |
| 7  | Chiến tranh Nga-Thổ Nhĩ Kỳ (1768–1774)                                                       | Đế quốc Nga chiến thắng |
| 8  | Chiến tranh Nga-Thổ Nhĩ Kỳ (1787–1792)                                                       | Đế quốc Nga chiến thắng |
| 9  | Chiến tranh Nga-Thổ Nhĩ Kỳ (1806–1812)                                                       | Đế quốc Nga chiến thắng |
| 10 | Chiến tranh giành độc lập Hy Lạp Chiến tranh Nga-Thổ Nhĩ Kỳ (1828–1829)                      | Đế quốc Nga chiến thắng |
| 11 | Chiến tranh Nga-Thổ Nhĩ Kỳ (1853–1856)                                                       | Liên minh Anh - Ottoman - Pháp - Sardinia chiến thắng |
| 12 | Chiến tranh Nga-Thổ Nhĩ Kỳ (1877–1878)                                                       | Liên minh Nga - Montenegro - Bulgaria - România - Serbia chiến thắng |
| 13 | Chiến tranh Nga-Thổ Nhĩ Kỳ (1914–1918) (Mặt trận Kavkaz trong Chiến tranh thế giới thứ nhất) | Phe Trung tâm (Đức - Áo-Hung - Ottoman) chiến thắng Hoà ước Brest-Litovsk Hoà ước Kars |